# Hélène Ryckmans
Pour les articles homonymes, voir Ryckmans.
 (novembre 2019).
 (janvier 2021).
La mise en forme du texte ne suit pas les recommandations de Wikipédia : il faut le « wikifier ».
Les points d'amélioration suivants sont les cas les plus fréquents. Le détail des points à revoir est peut-être précisé sur la page de discussion.
- Les titres sont pré-formatés par le logiciel. Ils ne sont ni en capitales, ni en gras.
- Le texte ne doit pas être écrit en capitales (les noms de famille non plus), ni en gras, ni en italique, ni en « petit »…
- Le gras n'est utilisé que pour surligner le titre de l'article dans l'introduction, une seule fois.
- L'italique est rarement utilisé : mots en langue étrangère, titres d'œuvres, noms de bateaux, etc.
- Les citations ne sont pas en italique mais en corps de texte normal. Elles sont entourées par des guillemets français : « et ».
- Les listes à puces sont à éviter, des paragraphes rédigés étant largement préférés. Les tableaux sont à réserver à la présentation de données structurées (résultats, etc.).
- Les appels de note de bas de page (petits chiffres en exposant, introduits par l'outil «  Source ») sont à placer entre la fin de phrase et le point final[comme ça].
- Les liens internes (vers d'autres articles de Wikipédia) sont à choisir avec parcimonie. Créez des liens vers des articles approfondissant le sujet. Les termes génériques sans rapport avec le sujet sont à éviter, ainsi que les répétitions de liens vers un même terme.
- Les liens externes sont à placer uniquement dans une section « Liens externes », à la fin de l'article. Ces liens sont à choisir avec parcimonie suivant les règles définies. Si un lien sert de source à l'article, son insertion dans le texte est à faire par les notes de bas de page.
- La présentation des références doit suivre les conventions bibliographiques. Il est recommandé d'utiliser les modèles {{Ouvrage}}, {{Chapitre}}, {{Article}}, {{Lien web}} et/ou {{Bibliographie}}. Le mode d'édition visuel peut mettre en forme automatiquement les références.
- Insérer une infobox (cadre d'informations à droite) n'est pas obligatoire pour parachever la mise en page.

Pour une aide détaillée, merci de consulter Aide:Wikification.
Si vous pensez que ces points ont été résolus, vous pouvez retirer ce bandeau et améliorer la mise en forme d'un autre article.
Hélène Ryckmans, née le 20 mai 1959 à Thysville (Mbanza-Ngungu à partir de 1973) en République démocratique du Congo, est une femme politique belge, membre du Parti politique Ecolo. Elle fut Députée à la fédération Wallonie-Bruxelles et à la Région wallonne jusqu'en juin 2024, et siégea aussi au Sénat. Elle est Conseillère communale de Chastre (Brabant wallon) et membre suppléante au Comité européen des Régions. Elle s'est déclarée candidate-bourgmestre de Chastre (tête de liste Écolo) aux élections communales du 13 octobre 2024.

## Biographie
Hélène Ryckmans est la fille d’André Ryckmans, administrateur territorial du Congo Belge, et de Geneviève Ryckmans, née Corin, et petite-fille de Pierre Ryckmans, gouverneur-général du Congo Belge.
Née dans une famille de 5 enfants, elle est la sœur de François Ryckmans, journaliste RTBF.
Elle effectue ses études secondaires au Lycée de Berlaymont (promotion 1977) et est responsable scoute à la 5e BW.
Elle fait  ses études à l’UCL où elle obtiendra son bachelier en sciences familiales, elle décrochera par la suite un diplôme en sociologie, un diplôme complémentaire en études du développement et l’agrégation en sciences sociales en 1983. Elle est déléguée étudiante membre du Cercle étudiant CESEC puis de l’AGL de 1977 à 1981. 
À la suite de ses études, Hélène Ryckmans devient chercheuse à Enda Tiers Monde (Sénégal) comme volontaire de l’ONG entre 1984 et 1987. De 1987 à 1995, elle se concentrera sur la recherche et l’enseignement au sein du Centre International de Formation et de Recherche en Population et développement (CIDEP). Par la suite elle devient assistante de recherche au département des Sciences de la population et du développement à l’UCL (1995-1997). Entre 1996 et 2014, elle est employée chargée de mission à l’ONG le Monde selon les Femmes asbl, pour laquelle elle  assure de nombreuses formations et interventions de plaidoyer et des missions de consultance en Belgique et dans de nombreux pays d’Afrique francophone. 
De 1994 à 2013, elle est membre de la Commission Femmes et Développement, commission d’avis auprès du ministre de la Coopération au développement, dont elle assure la présidence de 2000 à 2013. Elle a été nommée Femme de Paix en 2011, 
Femme de terrain et engagée depuis toujours dans divers mouvements et associations, ses domaines de prédilection sont la lutte contre les inégalités femmes/hommes et Nord/Sud, l’empowerment féminin, les droits des femmes, les relations internationales, l’emploi et la formation, l’agriculture, la ruralité, la santé environnementale et le bien-être animal. 
Originaire de Waterloo en  Brabant Wallon, installée à Chastre depuis 1991, elle commence sa carrière politique en tant que conseillère provinciale entre 2003 et 2006. Par la suite, elle prend part à la vie politique de sa commune et devient conseillère communale à Chastre de 2006 à 2015 et a repris ses fonctions depuis le 3 décembre 2018. Depuis 2014, Hélène Ryckmans est députée au parlement de  Wallonie et à la fédération Wallonie Bruxelles, ainsi que sénatrice, elle a été présidente du groupe écolo au Sénat en 2019- 2020. Elle siège au Comité européen des Régions
Elle est l’auteure d’articles, de documents de plaidoyers et manuels pédagogiques sur le genre, le développement et les droits des femmes. 
Elle fut membre du Conseil francophone des femmes de Belgique de 2016 à 2018

## AuParlement de Wallonie[2]

### Responsabilités

#### Actuelles
- Députée wallonne (11/06/2019)
- Vice-présidente de la Commission spéciale chargée de contrôler l'action du Gouvernement wallon dans le cadre de la crise sanitaire du Covid-19 (16/04/2020)
- Vice-présidente de la Commission pour l'égalité des chances entre les hommes et les femmes (28/11/2019)
- Membre effective de la Sous-commission de contrôle des licences d'armes (08/11/2019)
- Membre suppléante de la Commission chargée de questions européennes (07/11/2019)
- Membre suppléante de la Commission de l'emploi, de l'action sociale et de la santé (25/09/2019)
- Membre effective de la Commission des affaires générales et des relations internationales (23/09/2019)
- Vice-présidente de la Commission pour l’égalité des chances entre les hommes et les femmes (2019-2024)
- Membre effective de la commission des affaires générales et des relations internationales (2019-2024)
- Membre effective de séance plénière (2019-2024)
- Membre suppléante de la commission chargée de questions européennes (2019-2024)
- Membre suppléante de la commission de l’emploi, de l’action sociale et de la santé (2019-2024)

#### Antrieures
- Membre suppléante de la Commission de l'environnement de la nature et du bien-être animal : du 25/09/2019 au 13/11/2019
- Membre suppléante avec voix consultative de la Commission d'enquête parlementaire chargée d'examiner la transparence et le fonctionnement du Groupe Publifin : du 16/02/2017 au 03/07/2017

## Au parlement de laFédération Wallonie-Bruxelles[3]

### Responsabilités

#### Actuelles
- Membre du groupe Ecolo
- Sénatrice de Communauté (depuis le 17/07/2019)
- Membre suppléante de la commission du Budget, de la Fonction publique et de la Simplification administrative (du 13/03/2019 au 25/05/2019)
- Membre titulaire de la commission des Affaires générales, des Relations internationales, du Règlement et du Contrôle des communications des membres du Gouvernement (depuis le 02/10/2019)
- Membre suppléante de la commission de l'Éducation (depuis le 02/10/2019)
- Membre titulaire du comité d'avis chargé d'examiner les questions relatives à l'égalité des chances entre les hommes et les femmes (depuis le 02/10/2019)
- Vice-présidente de la commission des Affaires générales, des Relations internationales, du Règlement et du Contrôle des communications des membres du Gouvernement (depuis le 03/10/2019)

#### Antérieures
- Membre titulaire de la commission des Relations internationales, des Affaires générales, de l'Égalité, du Règlement et du Contrôle des communications des membres du Gouvernement (du 13/03/2019 au 25/05/2019)

## Au Sénat[4]
Sénatrice désignée par le Parlement de la Fédération Wallonie-Bruxelles, elle y occupe différents postes : 
- Membre titulaire de la commission des matières transversales
- Membre titulaire du comité d’avis fédéral chargé des questions européennes : délégation Sénat
- Membre suppléante de la commission parlementaire de concertation : délégation Sénat
- Présidente du groupe Ecolo-Groen au Sénat (2019-2020)
- Membre suppléante au Comité européen des Régions (CoR) (depuis 2020).

## Parcours professionnel
- 1977-1983 : Études supérieures UCL
- 1984-1987 : Chercheuse à Enda Tiers Monde (Sénégal), volontaire ONG
- 1987-1995 : Enseignante et chercheuse au CIDEP (centre international de formation et de recherche en population et développement en association avec les Nations unies)
- 1995-1997 : Assistante de recherche – Département des Sciences de la population et du développement UCL
- 1996-2014 : Employée, Chargée de mission au Monde selon les Femmes.
- depuis 2014, parlementaire
- Elle a également été membre puis présidente de la Commission Femmes et développement
- En 2011, elle est nommée Femme de paix 2011

## Fonctions politiques
- Conseillère provinciale du Brabant wallon : de 2003 à 2006
- Conseillère communale à Chastre : de 2006 à 2015 et depuis 2018
- Députée wallonne et  à la Communauté française depuis le 17 juin 2014
- Sénatrice de communauté depuis le 3 juillet 2014
- Vice-présidente de la section NIGER de l'Union InterParlementaire (UIP)

## Décoration
- Chevalier de l'ordre de Léopold (2024)[5].